# Isaac Hayes
Pour les articles homonymes, voir Hayes.
Ne doit pas être confondu avec Isaac Israel Hayes.
Isaac Hayes, né le 20 août 1942 à Covington, Tennessee, et mort le 10 août 2008 à Memphis, Tennessee, est un chanteur, producteur, compositeur et acteur américain. Il est une figure importante de la musique soul.

## Biographie

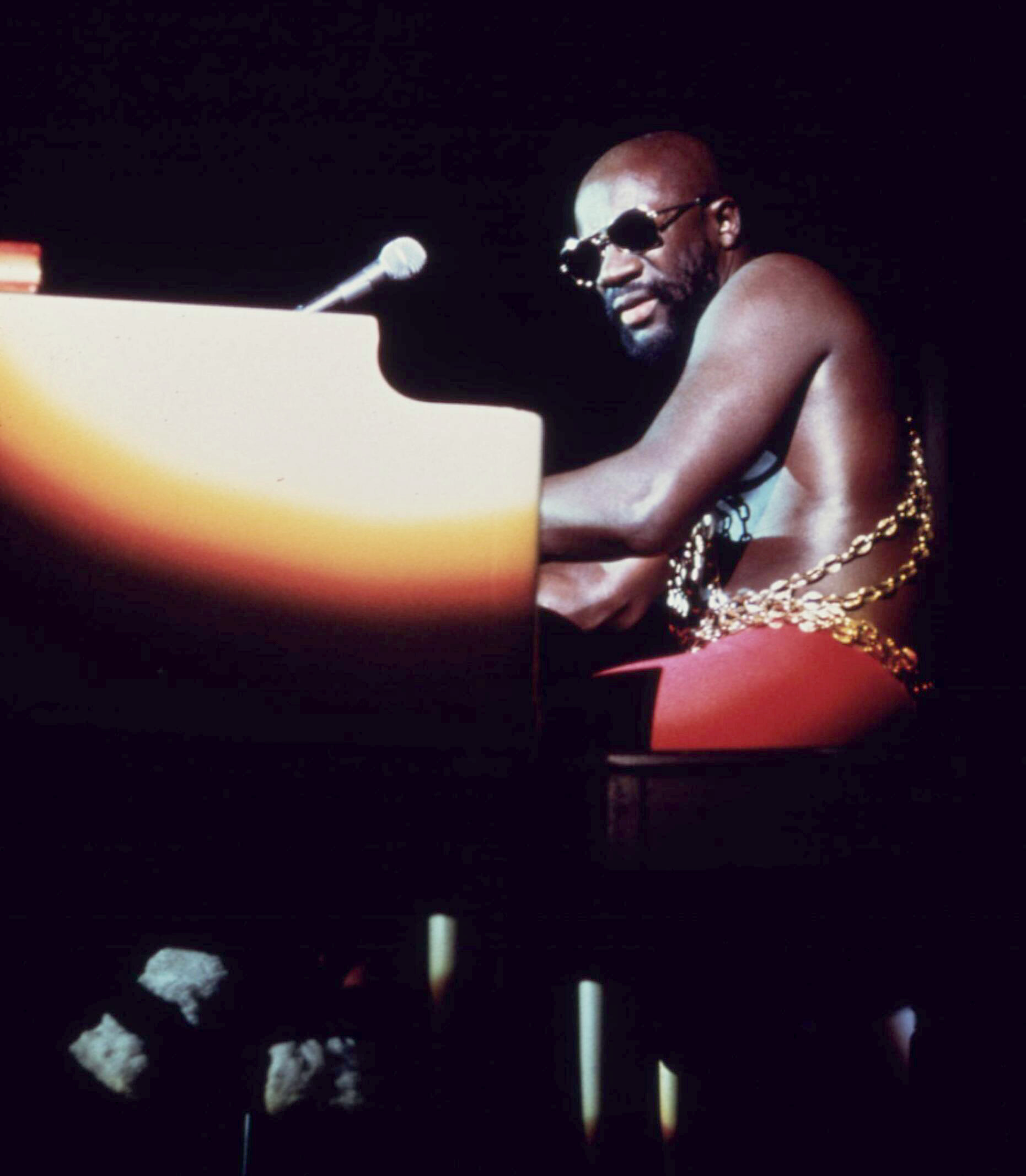
Isaac Hayes en 1973.

Isaac Lee Hayes naît le 20 août 1942, à Covington, dans l'État du Tennessee, aux États-Unis. Sa mère Eula (née Wade) meurt jeune, et son père Isaac Hayes Sr. abandonne sa famille ; ses grands-parents maternels l'élèvent. Il commence à chanter à l'âge de cinq ans et apprend tout seul à jouer du piano, de l’orgue et du saxophone. Il déménage à Memphis pour pouvoir jouer dans le circuit des clubs de la ville. Il est membre de différents groupes, notamment Sir Isaac And The Doo-dads, les Teen Tones et Sir Calvin And His Swinging Cats. En 1962, il commence à enregistrer des chansons pour divers labels locaux. En 1964, il signe un contrat avec Stax Records,. Isaac travaille avec le saxophoniste des Mar-Keys, Floyd Newman et remplace de temps en temps Booker T. Jones.
Après avoir joué quelques sessions pour Otis Redding, Isaac s’associe avec David Porter et le duo donne le jour à des succès de Sam and Dave tels que Hold On, I'm Comin', Soul Man and When Something Is Wrong With My Baby. Ils écrivent la chanson B-A-B-Y pour Carla Thomas, et les arrangements des I Had A Dream et I Gotta Love Somebody's Baby de Johnnie Taylor. Isaac et David forment le groupe Soul Children. En 1967, Isaac relance sa carrière avec l’album Presenting Isaac Hayes. Hot Buttered Soul suivit deux années après. The Isaac Hayes Movement et To Be Continued suivirent en 1970, puis Black Moses en 1971. Le film de la blaxploitation Les Nuits rouges de Harlem (Shaft, en version originale) sort aussi cette année, le titre phare devient un énorme succès à la fois dans les classements Pop et R&B cette année, jusqu’à atteindre la première place. Cette chanson est reprise plus tard par Eddy And The Soul Band en 1985, et atteint la treizième place dans les classements anglais. D’autres musiques de film suivent dans le genre de Les Durs en 1973, où il est également acteur, en compagnie de Lino Ventura, et Truck Turner & Cie en 1974 (dans lequel il assure lui-même le rôle principal).

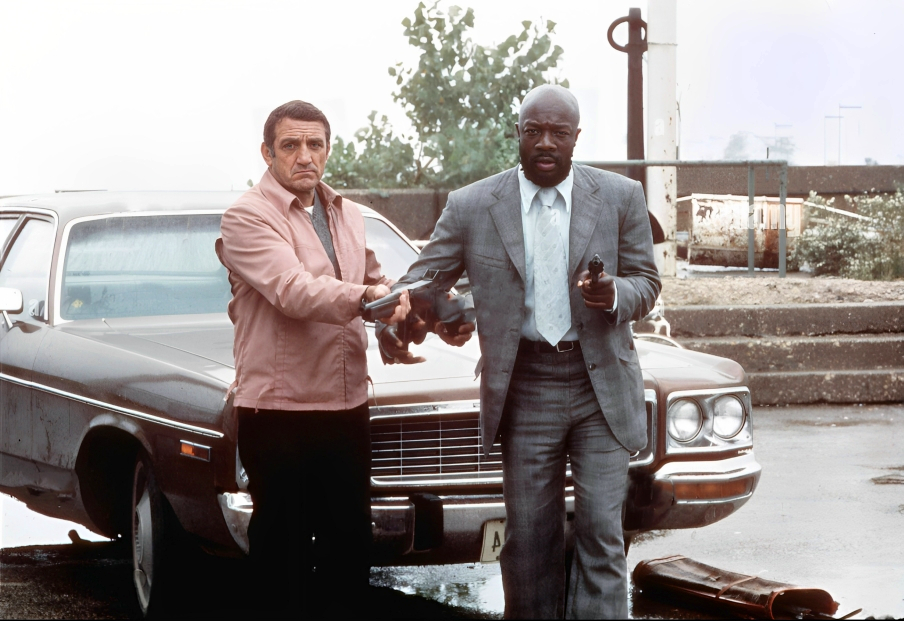
En Italie, lors du tournage du film Les Durs aux côtés de Lino Ventura, en 1973.

Isaac quitte Stax Records en 1975 après des litiges sur les royalties, monte son propre label Hot Buttered Soul, et fait faillite l’année suivante. Il signe un contrat avec Polydor et Spring. En 1977, le double-album A Man and a Woman, enregistré avec Dionne Warwick, constitua un redémarrage de sa carrière. En 1979, une collection de duos avec Millie Jackson, nommé Royal Rappin's sort. Il produit également l’album Here's My Love pour l’artiste Linda Clifford la même année. Isaac sort une paire d’albums solo, en 1980 avec And Once Again et en 1981 avec Lifetime Thing. La même année, Isaac fait une apparition dans le film de John Carpenter New York 1997, en y tenant le rôle du « Duc de New York ».

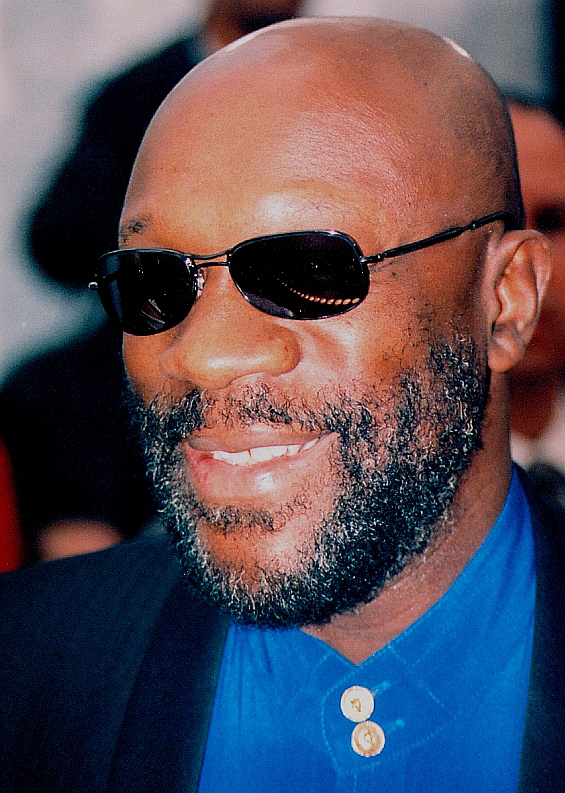
Isaac Hayes en 1998.

Musicalement, Isaac fait une pause de cinq ans avant de réapparaître sur le devant de la scène, en été 1986, avec Ike's Rap, un single qui a fait le Top-10 US R & B, tiré de l’album U Turn. Il sort Love Attack deux ans plus tard, avant de mettre à nouveau de côté la musique pour se concentrer sur sa carrière d’acteur.
En 1995, Isaac se convertit à la scientologie. Il sort la même année deux albums Branded et l’instrumental Raw and Refined. Sous le nom officiel de Nene Katey Ocansey I, il sert la famille royale du Ghana.
En 1997, il accepte de doubler la voix du cuisinier Chef dans la série télévisée d'animation South Park.

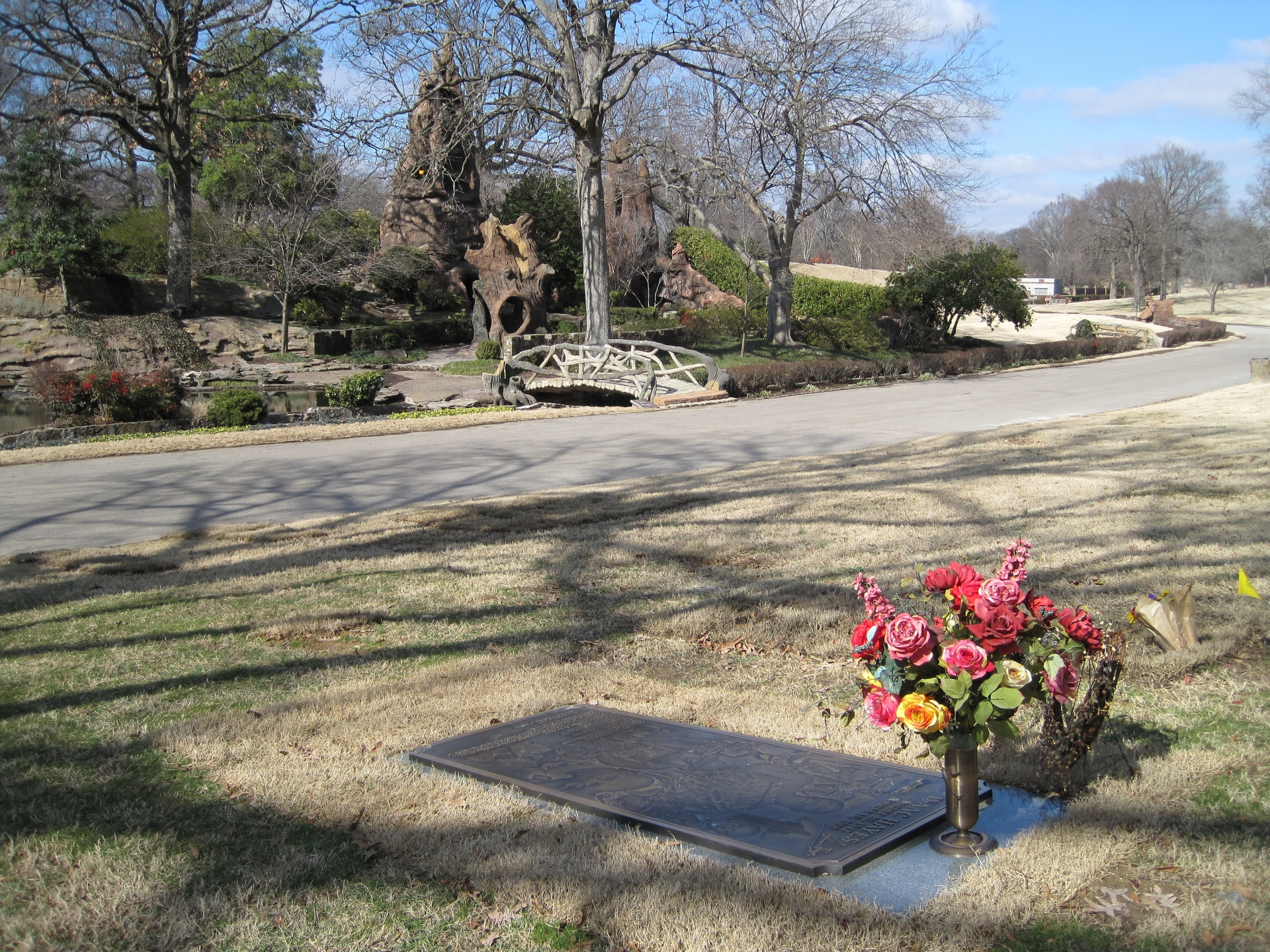
Tombe d'Isaac Hayes au cimetière Memorial Park de Memphis.

En 2000, 29 ans après la sortie du film Les Nuits rouges de Harlem, le Shaft original, Isaac retravaille sur sa musique pour une nouvelle version du film, réalisé par John Singleton, titré également Shaft. Le film tourne autour du détective, joué par Samuel L. Jackson qui reprend le rôle anciennement tenu par Richard Roundtree, ce dernier fait quelques apparitions dans le film en reprenant son rôle de John Shaft.
En 2001, il collabore avec Alicia Keys en tant que musicien et arrangeur sur son premier album Songs in A minor.
En 2005, il joue comme invité le rôle d'un jaffa dans la série télévisée Stargate SG-1. En novembre de la même année l'épisode Piégé dans le placard de la saison 9 de South Park se moque de la scientologie, ce qui occasionne des tensions entre Hayes et la production.
En janvier 2006, il subit un accident vasculaire cérébral qui lui fait perdre la parole et certaines capacités cognitives. Son entourage le fait alors démissionner de South Park, officiellement pour protester contre l'épisode Piégé dans le placard — les proches d'Isaac Hayes étant alors très impliqués dans la scientologie, d'après son fils.
Il meurt le 10 août 2008 à l'âge de 65 ans à son domicile à Memphis, dans le Tennessee, à la suite de problèmes cardiaques. Il est inhumé au cimetière Memorial Park de la même ville.

## Discographie

### Albums studio
- 1967 : Presenting Isaac Hayes (en)
- 1969 : Hot Buttered Soul
- 1970 : The Isaac Hayes Movement
- 1970 : To Be Continued
- 1971 : Shaft - Bande originale de film
- 1971 : Black Moses
- 1973 : Joy (en)
- 1975 : Chocolate Chip (en)
- 1975 : Disco Connection (en)
- 1976 : Groove-A-Thon (en)
- 1976 : Juicy Fruit (Disco Freak) (en)
- 1977 : A Man and a Woman (avec Dionne Warwick)
- 1977 : New Horizon (en)
- 1978 : For the Sake of Love (en)
- 1978 : Hotbed
- 1979 : Royal Rappin's (avec Millie Jackson)
- 1979 : Don't Let Go (en)
- 1980 : And Once Again (en)
- 1981 : Lifetime Thing (en)
- 1986 : U-Turn (en)
- 1988 : Love Attack (en)
- 1995 : Raw & Refined (en)
- 1995 : Branded (en)

### Albums en public
- 1973 : Live at Sahara Tahoe
- 2003 : Isaac Hayes at Wattstax

### Bandes originales de films
- 1971 : Shaft (bande originale du film Shaft, sorti en France sous le titre Les Nuits rouges de Harlem)
- 1974 : Tough Guys (bande originale du film Les Durs)
- 1974 : Truck Turner (bande originale du film Truck Turner & Cie)

## Filmographie

### Compositeur
- 1971 : Les Nuits rouges de Harlem (Shaft), de Gordon Parks
- 1974 : Truck Turner & Cie (Truck Turner), de Jonathan Kaplan
- 1974 : Les Durs (Uomini duri), de Duccio Tessari
- 1976 : Salut Bruce Lee, bonjour le tigre (zh) (Exit the Dragon, enter the Tiger), de Tso Nam Lee
- 1980 : Les Blues Brothers (The Blues Brothers), de John Landis (chanson « Hold on I'm Comin' ») (non crédité)
- 1986 : Soul Man, de Steve Miner
- 1992 : Les blancs ne savent pas sauter (White Men Can't Jump), de Ron Shelton (chanson I Take What I Want)
- 2000 : Shaft, de John Singleton (« Thème de Shaft ») (non crédité)
- 2003 : Kill Bill volume 1, de Quentin Tarantino (à partir des films Les Durs et Truck Turner & Cie)
- 2004 : Kill Bill: Volume 2, de Quentin Tarantino (à partir du film Les Durs)
- 2007 : Zodiac, de David Fincher (le morceau Hyperbolicsyllabicsequedalymistic)

### Acteur
- 1973 : Wattstax, de Mel Stuart : lui-même
- 1974 : Truck Turner & Cie (Truck Turner), de Jonathan Kaplan : Mac « Truck » Turner
- 1974 : Les Durs (Uomini duri), de Duccio Tessari : Lee
- 1981 : New York 1997 (Escape from New York), de John Carpenter : Le Duc de New York
- 1985 : L'Agence tous risques (The A-Team) - Saison 4, épisode 6 : C. J. Mack
- 1985 : Rick Hunter (Hunter) - Saison 2, épisode 22 : Jerome Typhoon Thompson
- 1987 : Deux flics à Miami (Miami Vice) - Saison 4, épisode 5 : Holiday
- 1988 : Counterforce (Escuadrón), de José Antonio de la Loma : Ballard
- 1988 : I'm Gonna Git You Sucka (en), de Keenen Ivory Wayans : Hammer
- 1990 : Feu, Glace et Dynamite, de Willy Bogner : lui-même
- 1991 : Guilty as Charged, de Sam Irvin : Aloysius
- 1993 : CB4, de Tamra Davis : Le propriétaire
- 1993 : La Revanche de Jesse Lee (Posse), de Mario Van Peebles : Cable
- 1993 : Sacré Robin des Bois (Robin Hood: Men in Tights), de Mel Brooks : Al Ergie
- 1994 : Les Contes de la Crypte (Tales from the Crypt) - Saison 6, épisode 5 : Samuel
- 1994 : Le Prince de Bel-Air (The Fresh Prince of Bel-Air) - Saison 5, épisode 18 : Ministre
- 1994 : Milliardaire malgré lui (It Could Happen to You), d'Andrew Bergman : Angel
- 1996 : Oblivion II: BackLash  de Sam Irvin : Buster
- 1996 : Sliders : Les Mondes parallèles, de Tracy Tormé et Robert K. Weiss : Saison 2, épisode 9, Un monde clairvoyant (Obsession) : The Prime Oracle
- 1996 : Illtown (en), de Nick Gomez : George
- 1996 : Flipper, d'Alan Shapiro : shériff Buck Cowan
- 1997 : Six ways to sunday (en), d'Adam Bernstein : Bill
- 1997 : Uncle Sam, de William Lustig : Jed Crowley
- 1997-2005 : South Park : Chef (voix anglaise)
- 1998 : Blues Brothers 2000, de John Landis : The Louisiana Gator Boys
- 1999 : South Park, le film : Plus long, plus grand et pas coupé (South Park: Bigger Longer & Uncut), de Trey Parker : Chef (voix anglaise)
- 1999 : Ninth Street (en), de Tim Rebman : Tippytoe
- 1999 : Les Dessous de Veronica (Veronica's Closet) - Saison 3, épisode 9 : lui-même
- 2000 : Dead Dog, de Christopher Goode : lui-même
- 2000 : Piège fatal (Reindeer Games), de John Frankenheimer : Zook
- 2000 : Shaft, de John Singleton : Mr. P (non crédité)
- 2001 : Dr Dolittle 2, de Steve Carr : Possum (voix anglaise)
- 2001 : Chelsea Walls, d'Ethan Hawke : l'homme dans l'ascenseur (non crédité)
- 2002 : Fastlane - Saison 1, épisode 1 : Détective Marcus
- 2004 : Only the Strong Survive, de Donn Alan Pennebaker : lui-même
- 2004 : Dream Warrior, de Zachary Weintraub
- 2004 : Anonymous Rex : l'homme élégant
- 2005 : Hustle et Flow, de Craig Brewer : Arnel
- 2005 : Stargate SG-1 - Saison 8, épisodes 16 à 18 : Tolok
- 2006 : That '70s Show - Saison 8, épisode 13 : lui-même
- 2007 : Return to Sleepaway Camp, de Robert Hiltzik : Charlie
- 2008 : Traque sans merci (Kill Switch) (TV) : Coroner
- 2008 : Soul Men : lui-même